# Jean-Jacques Caffieri

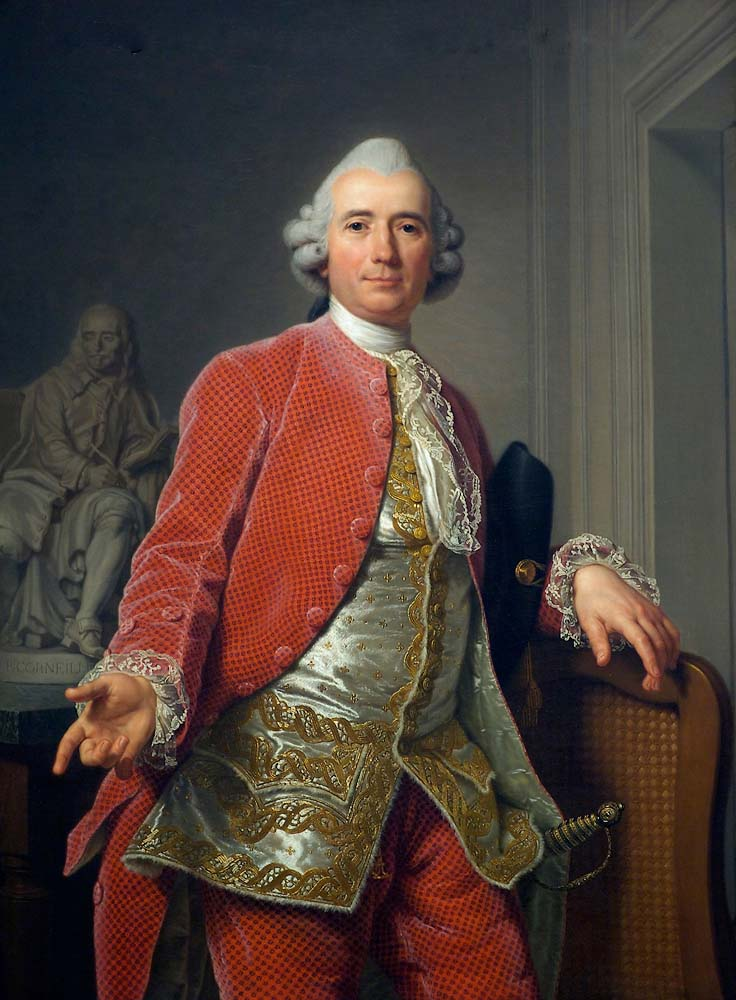
Jean-Jacques Caffieri, 1784 porträtiert von Adolf Wertmüller (Museum of Fine Arts, Boston)

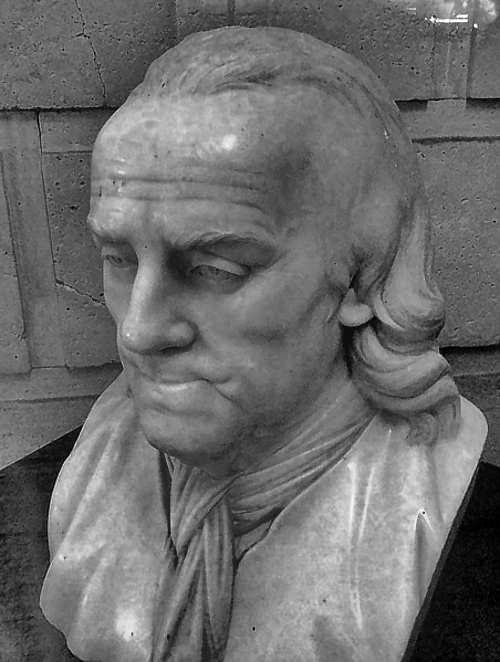
Benjamin Franklin, Büste von Jean-Jacques Caffieri im Franklin Institute

Jean-Jacques Caffieri (* 29. April 1725 in Paris; † 21. Juni 1792 ebenda) war ein französischer Bildhauer.

## Leben
Jean-Jacques Caffieris Vater, der französische Bildhauer Jacques Caffieri, war 1678 in Paris als jüngster Sohn des italienischen Bildhauers Philippe Caffieri geboren worden. Jean-Jacques’ Großvater, 1634 in Rom geboren, war im Gefolge des 1642 bis 1661 in Frankreich regierenden Ministers Kardinal Mazarin nach Paris eingewandert.
Zunächst wurde Jean-Jacques Caffieri zusammen mit seinem älteren Bruder Philippe Caffieri (1714–1774) vom Vater sowie im Atelier des Bildhauers Jean-Baptiste Lemoyne (1704–1778) ausgebildet. 1748 gewann Jean-Jacques Caffieri  den Prix de Rome der Académie royale de peinture et de sculpture und durfte somit 1749 bis 1753 als Stipendiat in der Villa Medici arbeiten. Während seines Italienaufenthaltes wurde er mit den Malern Jean François de Troy und Charles-Joseph Natoire bekannt. Nach Frankreich zurückgekehrt, wurde er 1759 Mitglied oben genannter Akademie. Er schuf für das Foyer der Comédie-Française Büsten von namhaften Autoren aus dem 17. Jahrhundert – wie Molière, Jean Racine, Pierre Corneille, Thomas Corneille, Philippe Quinault und Jean de La Fontaine. Natürlich nahm sich Jean-Jacques Caffieri auch Zeitgenossen vor – zum Beispiel den Musiker Jean-Philippe Rameau. Mit seinem Rivalen Jean-Antoine Houdon wird er heute auf eine Stufe gestellt. Ludwig XV. ernannte ihn zu seinem Hofbildhauer.
Einer seiner Schüler war Jean-Joseph Foucou (1739–1821). Jean-Jacques Caffieri blieb ledig und kinderlos.

## Werke in öffentlichen Sammlungen (Auswahl)
- Musée des Beaux-Arts (Dijon): Büste des Jean-Philippe Rameau 1760.
- Musée des Arts décoratifs (Paris): Büste des Dr. Borie 1767.
- Louvre, Paris:
  - Un Fleuve, 1759.
  - Büste des Alexandre Guy Pingre, 1789.
- Metropolitan Museum of Art, New York: Büste des Louis Nicolas Victor de Félix d’Ollières, 1776.